# Libri Kiadó
A Libri Kiadó magyar könyvkiadót 2011 augusztusában Balogh Ákos, a Libri Könyvkereskedelmi Kft. tulajdonosa, Halmos Ádám, a Nyitott Könyvműhely tulajdonosa és Sárközy Bence, a Magvető Kiadó egykori főszerkesztője alapította. A Nyitott Könyvműhely jogutódjaként működő cég nyitott profilú kiadóként a kortárs magyar- és nemzetközi irodalom mellett szórakoztató irodalom, ismeretterjesztő és gyerekkönyvek, illetve képregények kiadásával is foglalkozik, különös figyelmet fordítva a jelen társadalmi problémáira és kérdéseire, valamint az új kortárs szerzői hangokra. Bár a Libri Könyvkereskedelmi Kft. és a Libri Kiadó külön cégekként funkcionálnak, a két szervezet egymással szorosan együttműködik. A kiadó tulajdonosai 2012 elején tulajdonrészt szereztek a Helikon Kiadóban és megalapították a gyermek- és ifjúsági könyvek kiadására szakosodott Kolibri Kiadót. A Libri könyvkiadói csoport által megjelentetett magyar művekre vonatkozó fordítási és külföldi kiadási jogok képviseletét a cégcsoportba tartozó Sárközy és Társa Irodalmi Ügynökség látja el.
2015-ben a Libri Kiadó megvette a Jelenkor Kiadót, amelynek korábbi igazgatója, Csordás Gábor szerkesztőként és tanácsadóként vesz részt a kiadó életében. A Jelenkor Kiadó ügyvezető igazgatói tisztségét Sárközy Bence, a Libri Könyvkiadó Kft. igazgatója látja el, a szépirodalmi főszerkesztő pedig Nagy Boglárka. A régi-új kiadó első megjelenése Térey János A Legkisebb Jégkorszak című regénye volt. A Libri Kiadó kortárs magyar szépírói mind csatlakoztak a Jelenkor Kiadóhoz, ezért 2015-től kezdődően már a Jelenkor gondozásában jelennek meg könyveik.

## A Libri cégcsoport kiadói
- Diafilm
- Édesvíz Kiadó (2025-től)[4]
- Helikon Kiadó
- Jelenkor Kiadó
- Kolibri Kiadó
- Libri Kiadó
- Park Könyvkiadó
- Trubadúr Kiadó

## Szépirodalmi főszerkesztők
- Dunajcsik Mátyás (2011–2014)[5]

## Sorozatok
- ArtPop Könyvek
- Szigor Sorozat
- Insomnia
- Wild Cards-sorozat
- Jamie Magazin